# Risbecia apolegma
Risbecia apolegma is een zeenaaktslak die behoort tot de familie van de Chromodorididae. Deze slak komt voor in het westen van de Grote Oceaan, op een diepte van 13 tot 20 meter. De soort kan worden verward met de Hypselodoris bullocki.
De slak is roze tot paars. De mantelrand bestaat uit lichtpaarse vlekken. De kieuwen en de rinoforen zijn geel. Ze wordt, als ze volwassen is, zo'n 3 tot 4 cm lang. 